# Calpurnià Crepereu
Calpurnià Crepereu o potser Crepereu Calpurnià (en llatí Calpurnianus Crepereius o Crepereius Calpurnianus, en grec Κρεπερηῖος Καλπουρνιανός) va ser un historiador romà, nascut a Pompeiòpolis. Formava part de la família dels Crepereu.
És mencionat per Llucià. Va escriure una història sobre les guerres entre romans i parts, però no se'n sap res més d'ell.